# Irving Berlin
Irving Berlin, vlastním jménem Israel Isidore Bejlin, rusky Израиль Бейлин (11. května 1888 Ťumeň, carské Rusko – 22. září 1989, New York) byl americký písničkář, skladatel populárních písní a textař. Hrál významnou roli ve vývoji americké populární písně od raného ragtime a jazzu až po zlatý věk muzikálů. Během své šedesátileté kariéry napsal odhadem 1 500 písní, včetně hudby pro 17 původních broadwayských představení a 15 hollywoodských filmů. Jeho písně byly sedmkrát nominovány na Oscara za hudbu, v roce 1942 ho získal za svou nejslavnější píseň White Christmas. Mezi světové evergreeny patří také Alexander's Ragtime Band, Blue Skies, Cheek to Cheek nebo vlastenecká God Bless America.
Byl i úspěšným hudebním podnikatelem, vydával notové záznamy svých písní, byl autorem a producentem muzikálů a tanečních show, jeho melodie se objevovaly ve filmech, rozhlase a televizi. Byl typickým příkladem přistěhovalce, kterému se splnil americký sen.
Spolu s Georgem Gershwinem je dnes považován za jednoho ze světových zakladatelů moderní populární hudby, jedná se patrně o jednoho z komerčně nejúspěšnějších hudebních skladatelů všech dob.

## Život

### Původ a hudební začátky

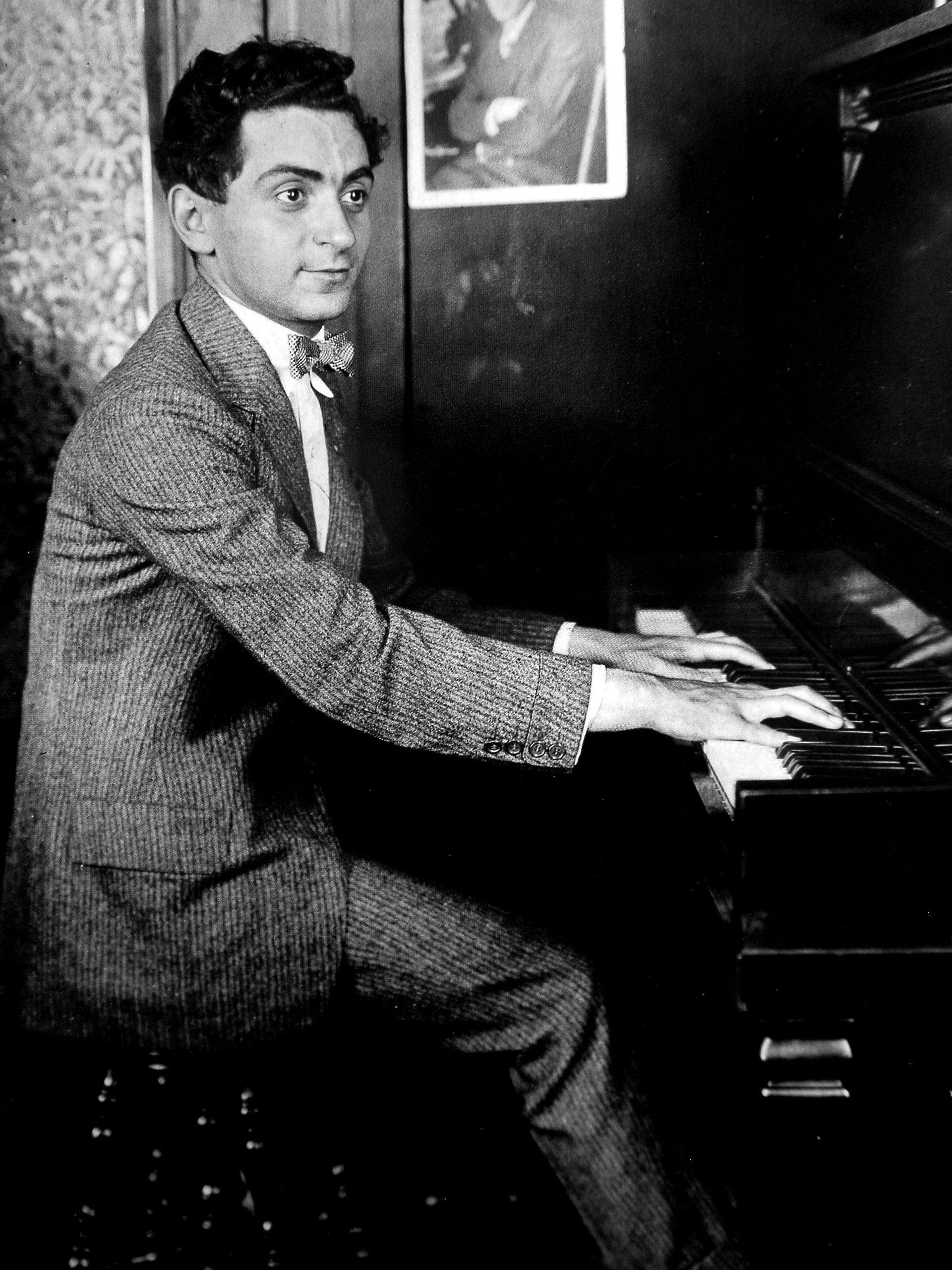
Berlin u klavíru v roce 1906

Pocházel ze židovské rodiny a přesné místo jeho narození není známo. Možné místo jeho narození je ruské město Ťumeň nebo některá z vesnic okolo města Mohylev v dnešním Bělorusku. Narodil se jako Israel Bejlin, jeho otec se živil jako chazan, potulný židovský zpěvák. V důsledku antisemitských pogromů vůči tamějším židům v 80. letech 19. století v carském Rusku se Irvingovi rodiče společně se svými osmi dětmi roku 1891 stěhovali do USA, kam přijeli v roce 1892. Žili v chudinské židovské čtvrti Lower East Side v New Yorku, otec prodával maso a vykonával různé ceremoniální povinnosti v židovské komunitě, matka pracovala jako porodní asistentka. Otec zemřel, když bylo Irvingovi 13 let. Po otcově předčasné smrti musely děti začít pracovat, aby se rodina uživila. Starší sourozenci pracovali v továrně a Irving byl pouličním prodavačem novin. Už tenkrát si přál být zpěvákem a skládat písně. Ve 14 letech opustil školu i domov a stal se pouličním zpěvákem. V 18 letech dostal práci jako zpívající číšník v kavárně. Po práci se učil hrát na klavír a v roce 1907 vyšla tiskem jeho první píseň Marie from Sunny Italy, kterou napsal ve spolupráci s pianistou Mikem Nicholsonem. Tam nedopatřením uvedli jeho příjmení jako Berlin a od té doby je používal.

### První úspěch
Dostal práci v hudebním nakladatelství Tin Pan Alley na Broadway, kde spolupracoval jako textař s mladými skladateli. Postupně začal psát ke svým textům i hudební doprovod. V roce 1910 napsal svůj velký hit Alexander's Ragtime Band, který odstartoval jeho kariéru skladatele populárních písní. Berlin se stal nejslavnějším písničkářem v zemi a tuto pozici si dlouhá desetiletí udržel. V různých úpravách a modifikacích se hraje dodnes. Titul písně pak roku 1938 dal název známému hudebnímu filmu. Notový záznam písně byl vydán v milionových nákladech a Berlin se začátkem roku 1912 stal společníkem hudebního vydavatelství Waterson, Berlin & Snyder. 
Píseň oživila nadšení pro styl ragtimu a tanec, Gershwin ji označil za první skutečné americké hudební dílo a slavila úspěch i v zahraničí. Berlin nový hudební styl využil ve svém prvním muzikálu, ragtimové revue Watch Your Step, který byl s velkým úspěchem uveden na Broadway v roce 1914.
V roce 1912 se oženil s Dorothy Goetzovou, která se však během líbánek v Havaně nakazila břišním tyfem a po půl roce zemřela. Svůj zármutek vyjádřil v písni When I lost You, která se stala jeho první baladou a prodalo se jí více než milion desek. Postupně přešel od ragtimu k lyrickým baladám, jako byla píseň A Pretty Girl is Like a Melody, kterou napsal pro Ziegfieldovu revue Follies. Jeho tvorba zahrnuje širokou škálu stylů, jako ragtime, valčíky, pochody, swing, country, twist.

### Muzikály a filmová hudba
Berlin neměl žádné hudební vzdělání, ale měl výborný sluch a časem si osvojil i skladatelské řemeslo. Po většinu své kariéry neuměl číst noty. Na klavír se naučil hrát pouze ve Fis-dur ( na černých klávesách) a měl proto svůj nástroj speciálně upraven, aby mohl transponovat do libovolné tóniny. Zaměstnával také řadu hudebních sekretářů a aranžérů, kterým diktoval své melodie, aby je mohli převádět do not. Každý den napsal jednu kompletní píseň, hudbu i text. Obvykle začal psát po večeři a pracoval až do rána. Jeho písně byly jednoduché, ale vystihovaly mentalitu Američanů a reagovaly na aktuální společenskou situaci. Tím si získával přízeň americké veřejnosti.
Začátkem roku 1918 se stal americkým občanem a byl povolán do armády, aby svými písněmi podpořil vlastenectví a bojového ducha. Po válce se vrátil do New Yorku, kde v roce 1921 založil společně se Samem H. Harrisem divadlo Music Box, v němž produkoval vlastní revue. Během dalších dvaceti let psal pro broadwayská jeviště taneční revue s písněmi, ale také představení, v nichž se odrážela aktuální společenská a politická témata. V roce 1938 k 20. výročí Dne příměří uvedl v rozhlase píseň God Bless America, kterou napsal již během 1. světové války. O několik let později se stala neoficiální národní hymnou. V roce 1943 se spolu s dalšími Berlinovými písněmi objevila ve vlasteneckém hudebním filmu This is the Army a 11. září 2001 ji společně zpívali členové Sněmovny reprezentantů na schodech Kapitolu.

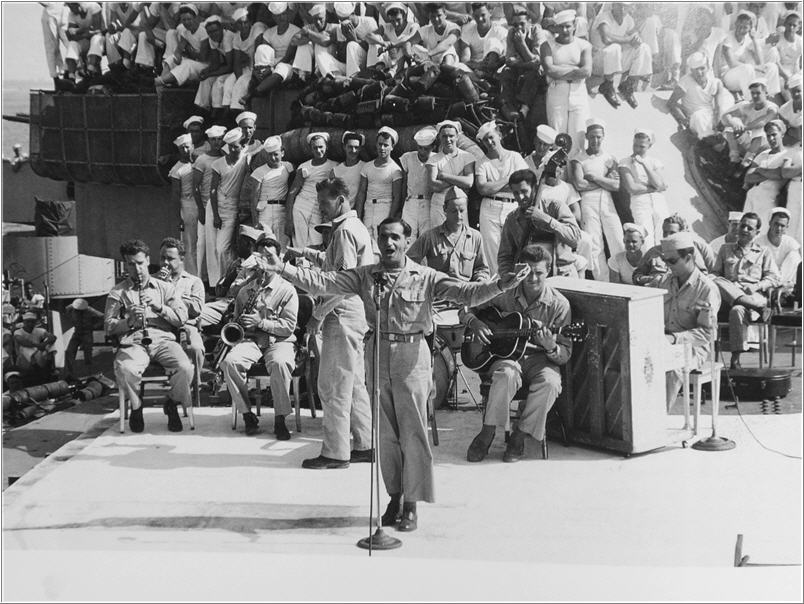
Irving Berlin zpívá na válečné lodi Arkansas (1944)

Od roku 1920 skládal i pro film. Zpočátku šlo o doprovodné melodie, které hrál pianista naživo během promítání. V roce 1927 se jeho píseň Blue Skies objevila v prvním celovečerním zvukovém filmu Jazzový zpěvák. Ve třicátých letech Berlin napsal hudbu pro řadu filmových muzikálů, spolupracoval především s Fredem Astairem. Mezi hollywoodské filmové muzikálové klasiky s partiturami Irvinga Berlina patří Top Hat, Follow The Fleet, On The Avenue, Alexander's Ragtime Band, Holiday Inn, Blue Skies, Easter Parade, White Christmas a There's No Business Like Show Business. V roce 1943 získal Oscara za píseň White Christmas z filmu Holiday Inn, která se stala jedním z nejznámějších světových evergreenů.
Berlin byl velký vlastenec a to se projevilo v jeho tvorbě v letech 2. světové války. Po útoku na Pearl Harbor napsal jevištní show s názvem This Is The Army, která měla posílit morálku a vlastenectví. Hra měla velký úspěch a Berlin s ní až do konce války vystupoval na vojenských základnách v USA, Anglii, severní Africe. Výtěžek věnoval na Armádní nouzové fondy.  V roce 1943 byla natočena filmová adaptace hry s Joan Leslieovou a Ronaldem Reaganem v hlavních rolích. Za přínos k morálce vojáků Berlín obdržel v roce 1945 od prezidenta Trumana medailí za zásluhy (Medal for Merit). V roce 1954 Berlin obdržel zvláštní zlatou medaili Kongresu od prezidenta Eisenhowera.
Po válce měl Berlin velký úspěch s muzikálem Annie Get Your Gun. Romantický příběh o životě a lásce střelkyně Annie Oakleyové dosáhl více než 1000 repríz v New Yorku i Londýně a byl i zfilmován. V psaní muzikálů pokračoval až od svého odchodu do důchodu v roce 1963. Jeho posledním hudebním projektem byl muzikál Mr. President. Roku 1968 získal cenu Grammy za celoživotní dílo.

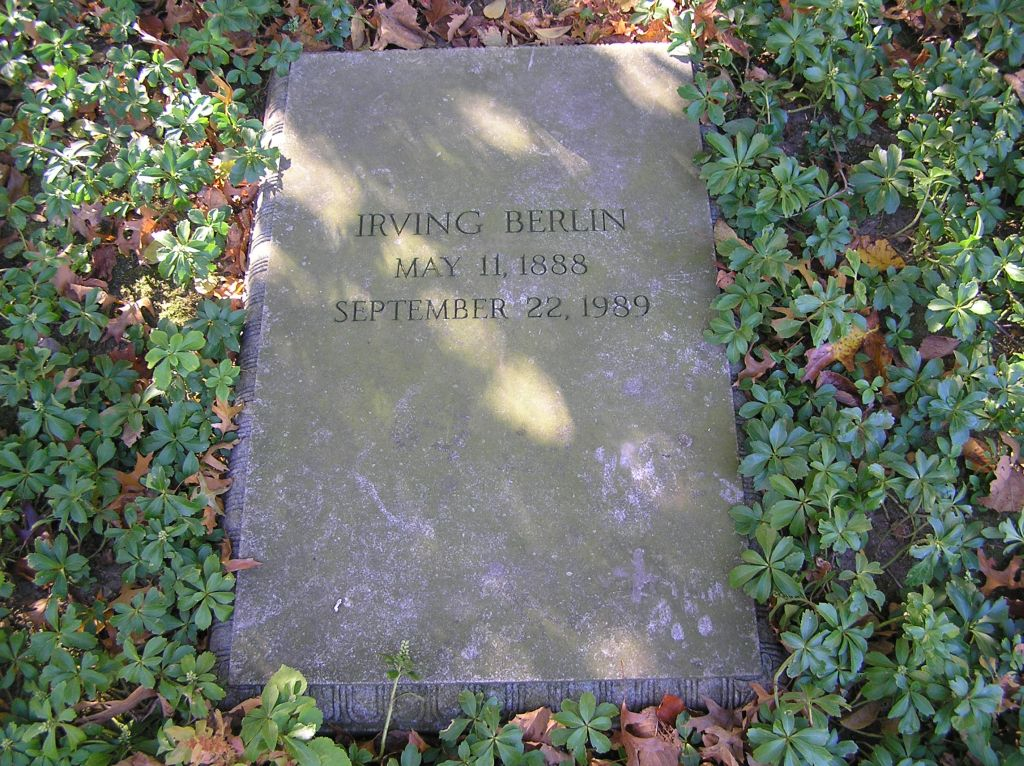
hrob Irvinga Berlina

### Závěr života
V posledních desetiletích svého života se stáhl z veřejného života. Žil na své farmě v Livingston Manor v horách Catskill nebo v New Yorku ve svém domě na Manhattanu, dohlížel na svá četná autorská práva a publikace, maloval a vzácně souhlasil s rozhovorem. Na veřejnosti se neobjevoval. Nezúčastnil se ani televizní oslavy svých 100. narozenin v Carnegie Hall.
Irving Berlin zemřel 22. září 1989 ve věku 101 let na srdeční infarkt. Byl pohřben na hřbitově Woodlawn v Bronxu v New Yorku.   
| „             | Irving Berlin nemá v americké hudbě místo – je to americká hudba | “ |
| — Jerome Kern |                                                                  |   |

## Soukromý život

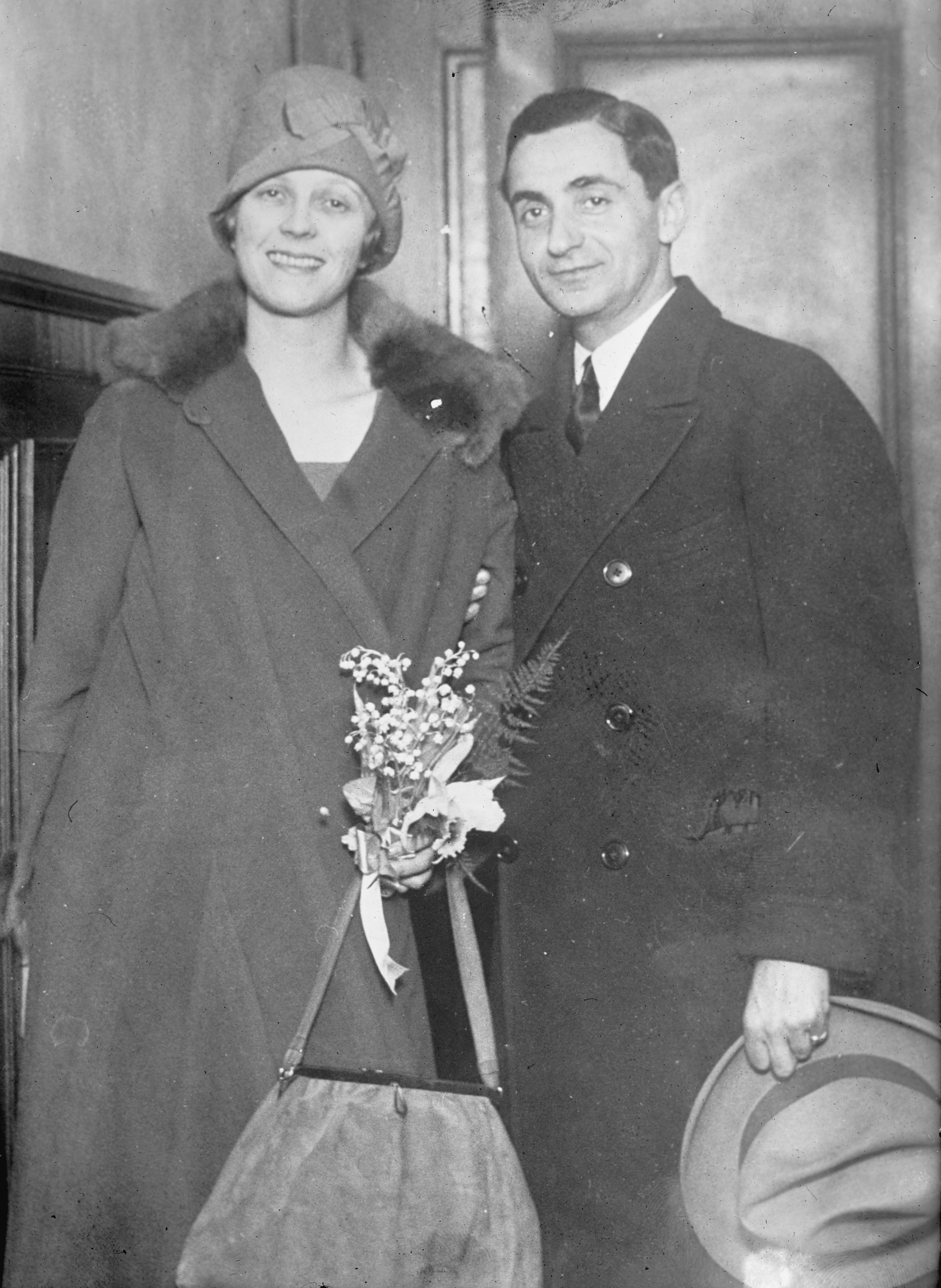
Irving Berlin s manželkou Ellin Mackayovou

V únoru 1912 se oženil s Dorothy Goetzovou, sestrou jednoho ze svých spolupracovníků. Jejich manželství netrvalo ani půl roku. Na svatební cestě v Havaně se nakazila tyfem a krátce po návratu do New Yorku 17. července zemřela.
Jeho druhou manželkou byla Ellin Mackayová, dcera bohatého a vlivného šéfa Postal Telegraph Cable Company. Vzali se v roce 1924 přestože, její otec jako irský katolík byl proti sňatku své dcery s příslušníkem jiné víry a vydědil ji. V reakci na to jí Berlin daroval autorská práva k písni Always, což jí poskytlo zaručený stálý příjem. S otcem se usmířili až po smrti svého syna Irvinga Berlina mladšího, který zemřel na Štědrý den 1928, několik týdnů po svém narození. Manželství Berlingových bylo šťastné a trvalo až do Ellininy smrti v roce 1988. Měli spolu tři dcery. Jedna z nich, spisovatelka Mary Ellin Barnetová vydala v roce 1995 vzpomínkovou knihu s názvem Irving Berlin: a Daughter's Memoir.

## Ocenění

### Státní vyznamenání
- 1945 – Medal of Merit (medaile za zásluhy) od generála George Marshalla na příkaz prezidenta Trumana
- 1954 – zlatá medaile Kongresu od prezidenta Eisenhowera za vlastenecké písně, včetně God Bless America
- 1977 – prezidentská medaile svobody od Geralda Forda se zdůvodněním: Hudebník, skladatel, humanitární pracovník a vlastenec Irving Berlin zachytil ty nejkrásnější sny a nejhlubší emoce amerického lidu ve formě populární hudby.
- 1986 – Medaile Svobody (Medal of Liberty) během ceremoniálu ke stému výročí vztyčení sochy svobody v New Yorku

### Hudební ceny
- 1963 – zvláštní cena Tony Award
- 1968 – cena Grammy za celoživotní dílo
- 1970 – uvedení do síně slávy Songwriters Hall of Fame
- 1943 – filmová cena Oscar za nejlepší píseň White Christmas z filmu Holiday Inn (česky : Já sním o Vánocích bílých)
- 1951 – divadelní cena Tony za muzikál Call Me Madam za nejlepší hudební partituru
- 1994 – hvězda na Hollywoodském chodníku slávy
- člen Americké divadelní síně slávy [9]

## Dílo, výběr

### Písně
- Alexander’s Ragtime Band

- God Bless America
- White Christmas (česky: Já sním o Vánocích bílých, zpíval ji Bing Crosby, prodáno bylo více než 70 miliónů kusů)
- There's no Business like Showbusiness
- Cheek to cheek (česky : Duben, první duben)
- Puttin' on the Ritz
- They say it's wonderful
- Let's Face The Music and Dance
- Change Partners

### Muzikálová a revuální představení na Broadwayi
- 1910 Ziegfeld Follies
- 1914 Watch Your Step
- 1915 Stop! Look! Listen!
- 1918 Yip Yap Yaphank
- 1921 Music Box Revue
- 1922 Music Box Revue
- 1923 Music Box Revue
- 1924 Music Box Revue
- 1925 The Cocoanuts – (film z roku 1929)
- 1927 Ziegfeld Follies
- 1932 Face The Music
- 1933 As Thousands Cheer
- 1940 Louisiana Purchase – (film z roku 1941)
- 1942 This Is The Army – (film z roku 1943)
- 1946 Annie Get Your Gun – (film z roku 1950) – (česky : Anko, vem si kvér)
- 1949 Miss Liberty
- 1950 Call Me Madam – (film 1953)
- 1962 Mr. President – (česky : Pan prezident)

### Filmová hudba
- 1930 Puttin' On The Ritz
- 1934 Top Hat
- 1936 Follow The Fleet
- 1937 Carefree
- 1937 On The Avenue
- 1938 Alexander's Ragtime Band (česky : Alexandrův Ragtime Bend)
- 1939 Second Fiddle
- 1942 Holiday Inn
- 1946 Blue Skies (česky : Modré nebe)
- 1947 Easter Parade
- 1953 White Christmas
- 1954 There's No Business Like Show Business